# Haraze Djombo Kibit
Haraze Djombo Kibit è un comune del Ciad situato nel Dipartimento di  Djombo Djedid, provincia di Batha.